# فرودگاه فرنک پئیز
فرودگاه فرنک پئیز (به انگلیسی: Frank País Airport) یک فرودگاه نظامی و همگانی با کد یاتا HOG است که یک باند فرود آسفالت دارد و طول باند آن ۳۲۳۸ متر است. این فرودگاه در کشور کوبا قرار دارد و در ارتفاع ۱۱۰ متری از سطح دریا واقع شده است.

## شرکت‌های هواپیمایی و مقصدهای پروازی

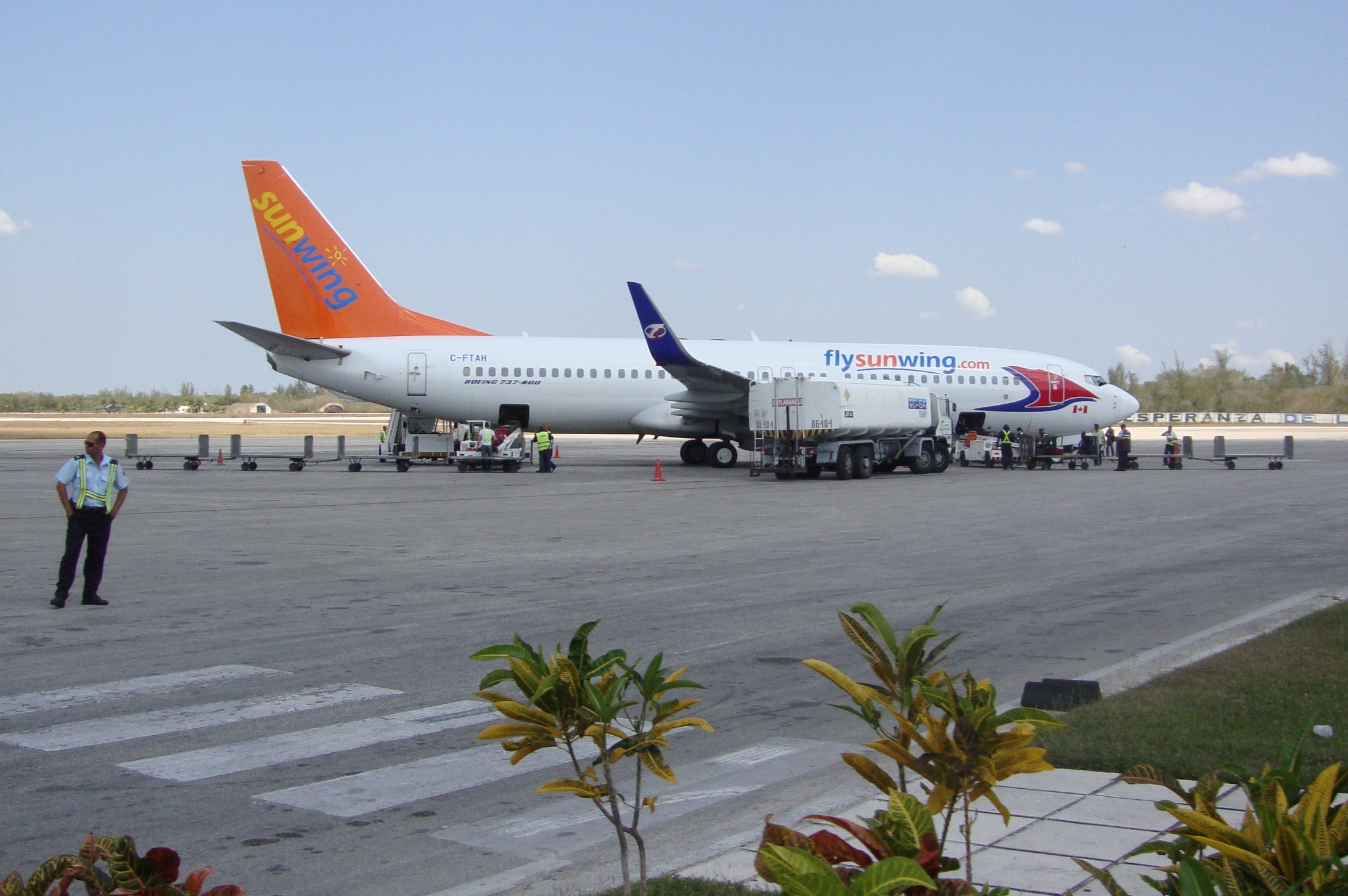
A سان‌وینگ ایرلاینز بوئینگ ۷۳۷ نسل بعدی on the ramp

| شرکت‌های هواپیمایی        | مقصدهای پروازی |
| ------------------------ | --- |
| آئروگاویوتا              | خوزه مارتی، سنگستر |
| ایر کانادا               | فصلی: مک‌دونالد-کارتیر اتاوا |
| ایر کانادا روژ           | مونترآل-پییر الیوت ترودو، پیرسون تورنتو |
| Air Transat              | مونترآل-پییر الیوت ترودو، پیرسون تورنتو فصلی: هلفکس استانفیلد، ژان لوساژ شهر کبک                                                                                    |
| امریکن ایرلاینز          | میامی چارتر: تمپا |
| آروبا ایرلاینز           | چارتر: میامی |
| بلو پاناروما ایرلاینز    | میلانو مالپنسا |
| کوندور فلوگدینست         | فرانکفورت، مونیخ |
| کوپا ایرلاینز            | توکومن |
| هواپیمایی کوبا           | سیمون بولیوار، خاردینز دل ری، خوزه مارتی، مونترآل-پییر الیوت ترودو، پیرسون تورنتو                                                                                   |
| ایسترن ایر لاینز         | چارتر: میامی |
| جت‌بلو                    | فورت لادردیل–هالیوود |
| Neos                     | میلانو مالپنسا |
| سان‌وینگ ایرلاینز         | مونترآل-پییر الیوت ترودو، ژان لوساژ شهر کبک، پیرسون تورنتو فصلی: کالگری، فردریکتون، هلفکس استانفیلد، مک‌دونالد-کارتیر اتاوا، رجاینا، وینیپگ جیمز آرمسترانگ ریچاردسون |
| Thomas Cook Airlines     | گاتویک، منچستر |
| Travel Service Polska    | Sesonal: شوپن ورشو |
| تی‌یوآی ایرلاینز نیدرلندز | اسخیپول آمستردام |
| وست جت                   | فصلی: پیرسون تورنتو |